# Irwin LaRocque

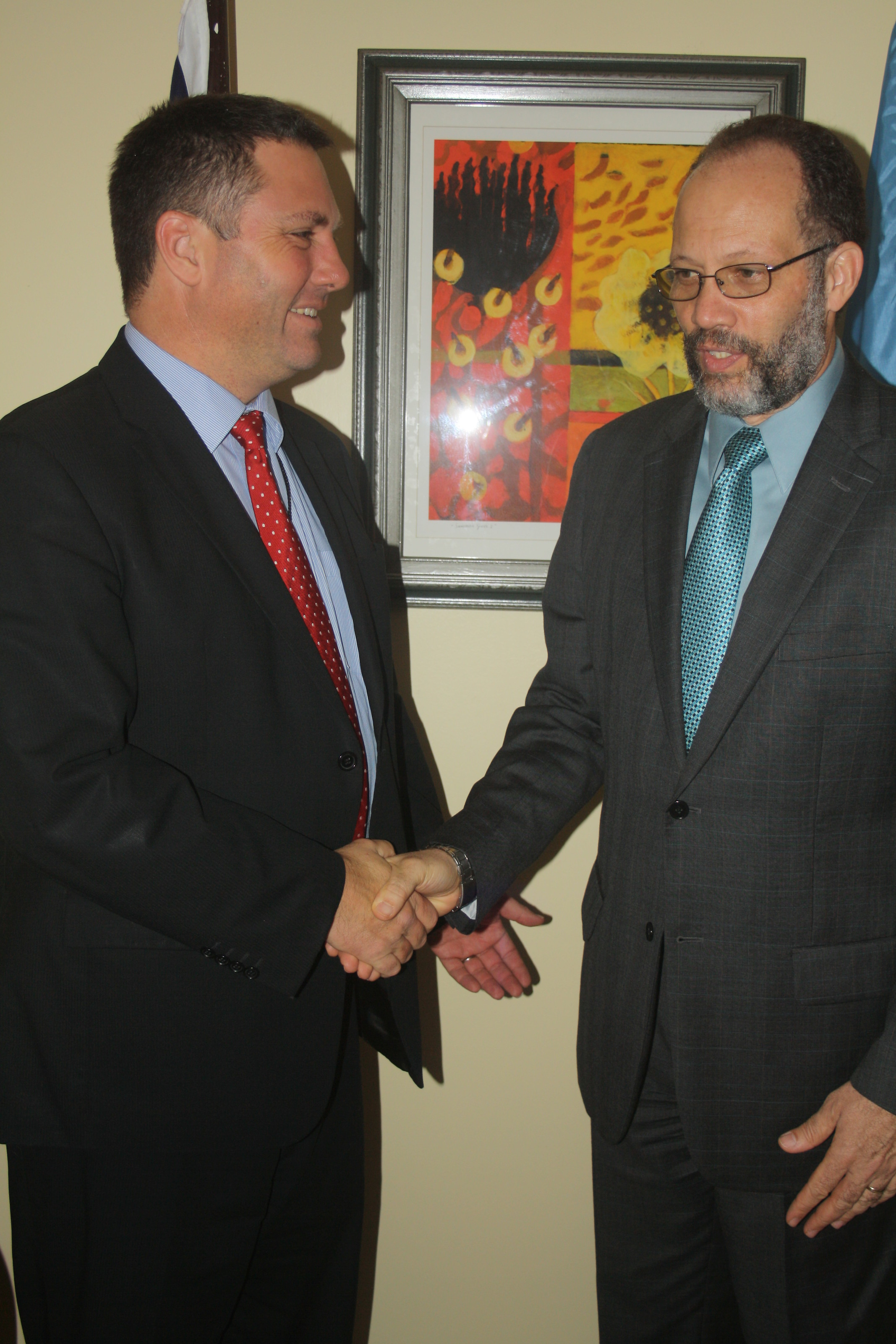
Irwin LaRocque (rechts) bei einem Treffen mit dem australischen Politiker Richard Marles (2012)

Irwin LaRocque (* 1955 in Dominica) ist ein Diplomat und Regierungsbeamter aus Dominica, der zwischen 2011 und 2021 siebter Generalsekretär der Karibischen Gemeinschaft CARICOM (Caribbean Community and Common Market) war.

## Leben
Irwin LaRocque absolvierte nach dem Schulbesuch ein Studium der Fächer Politische Philosophie, Politische Ökonomie und Wirtschaftswissenschaften am Queens College der City University of New York (CUNY), der New School for Social Research (NSRR) sowie der New York University (NYU). Nach seiner Rückkehr war er zunächst in der Privatwirtschaft tätig und trat danach in den öffentliche  Dienst ein. Er fungierte als Leitender Politischer Berater der Regierung für regionale Integration und Internationalen Handel sowie als Leitender Politischer Berater für die Überprüfung des Vertrages von Chaguaramas, der am 1. August 1973 zur Gründung der Karibischen Gemeinschaft CARICOM (Caribbean Community and Common Market) führte. Er wurde 1991 zunächst Ständiger Sekretär des Ministeriums für Handel, Industrie, Unternehmen, Entwicklung und Tourismus sowie zuletzt bis 2005 Ständiger Sekretär des Außenministeriums. Als solcher war er im Range eines Botschafters Leiter des diplomatischen Dienstes und auch Mitglied der Multinationalen Arbeitsgruppe IGTF (Inter-Governmental Task Force), die den 2001 unterzeichneten geänderten Vertrag von Chaguaramas erarbeitete.
Im September 2005 wurde LaRocque stellvertretender Generalsekretär der CARICOM für Handel und wirtschaftliche Integration. In dieser Funktion unterstützte er als Stellvertreter von CARICOM-Generalsekretär Edwin W. Carrington bei der Einführung und weiteren Entwicklung des Gemeinsamen Marktes und der Wirtschaft der Karibischen Gemeinschaft durch Programme in den Wirtschaftssektoren Landwirtschaft, Dienstleistungen, Industrie, Energie sowie Informations- und Kommunikationstechnologien. Des Weiteren setzte er sich im Bereich der Entwicklung menschlicher Ressourcen und Jugend für die Förderung des sozialen Sektors, der für ihn ein wichtiger Baustein für die Förderung der CARICOM ist.
Nach dem Ende der Amtszeit von CARICOM-Generalsekretär Edwin W. Carrington am 31. Dezember 2010 und einer darauf folgenden kommissarischen Amtszeit von Lolita Applewhaite aus Barbados wurde Irwin LaRocque am 21. Juli 2011 zu deren Nachfolger ernannt und übernahm am 15. August 2011 schließlich selbst das Amt als siebter Generalsekretär der Karibischen Gemeinschaft CARICOM (Caribbean Community and Common Market).